# Matty Cash
Matthew Stuart Cash (* 7. srpna 1997 Slough) je anglicko-polský profesionální fotbalista, který hraje na pozici pravého obránce či záložníka za anglický klub Aston Villa FC a za polský národní tým.
Cash začal svoji kariéru v akademii Wycombe Wanderers, ze které se přesunul do FAB Academy. Následně přešel do Nottinghamu Forest, ve kterém podepsal svou první profesionální smlouvu. V klubu se prosadil jako pravidelný člen základní sestavy a v září 2020 přestoupil do prvoligové Aston Villy.

## Klubová kariéra

### Nottingham Forest
Cash se připojil k FAB Academy se sídlem v Berkshire ve věku čtrnácti let poté, co byl nucen opustit Wycombe Wanderers kvůli finančním problémům klubu, které vynutily rozpuštění jejich mládežnických týmů. V říjnu 2014 podepsal Cash podepsal s Nottinghamem Forest po strávení 16 měsíců v FAB Academy.

#### Dagenham & Redbridge (hostování)
Své první profesionální zápasy odehrál na hostování v klubu, hrající League Two, v Dagenham & Redbridge, ke kterému se připojil 4. března 2016 na měsíční hostování. V klubu debutoval o čtyři dny později, když se objevil v základní sestavě utkání proti Carlisle United. Svůj první gól za Daggers vstřelil 12. března 2016 při porážce 3:1 proti Hartlepoolu United. Jeho hostování bylo prodlouženo o jeden měsíc a během svého působení v Dag & Red odehrál 12 zápasů, výhradně na pozici ofensivního záložníka, ve kterých vstřelil 3 branky.

#### Návrat do Nottinghamu
Dne 5. srpna 2016 podepsal Cash tříletou smlouvu s Nottinghamem do roku 2019. V A-týmu debutoval o den později při výhře 4:3 nad Burtonem Albion. Ve svém pátém zápase v dresu The Reds utrpěl Cash zlomeninu holenní kosti, a to 11. září 2016 v zápase proti Aston Ville.
Cash se vrátil po zranění 25. listopadu, když v 79. minutě utkání proti Barnsley vystřídal Dannyho Foxe. V zimním přestupovém období byl Cash spojován s přestupem do londýnské Chelsea, či německého RB Leipzig. Poté, co Cash zůstal v klubu po uzavření lednového přestupového období, podepsal 3. března 2017 novou smlouvu s klubem do roku 2021.
Poškození vazu kotníku utrpěné během předsezónního přátelského zápasu proti španělské Gironě připravilo Cashe o začátek sezóny 2017/18. Po 25 ligových kolech měl na svém kontě odehraných pouhých 60 minut v zápasech, nicméně na začátku kalendářního roku 2018 se vrátil zpátky do základní sestavy a 24. února vstřelil svůj první gól v dresu Nottinghamu při výhře 5:2 nad QPR.
Cash vstřelil první gól klubu v sezóně 2019/20, a to když se střelecky prosadil při porážce 2:1 proti West Bromu. Během sezóny začal manažer Sabri Lamouchi využívat Cashe zejména na pozici pravého obránce (do té doby hrával nejčastěji jako pravý záložník) po zranění Tendayiho Darikwy a Carla Jenkinsona. V listopadu 2019 podepsal s klubem prodloužení smlouvy o tři a půl roku.
V lednu 2020 měla o Cashe zájem řada klubů včetně AC Milán, Evertonu a West Hamu. Cash však řekl, že si přeje zůstat v klubu do konce sezóny s tím, že chce týmu pomoct postoupit do Premier League. Podle jeho slov se inspiroval slovy Jacka Grealishe z Aston Villy. V sezóně 2019/20 vynechal pouhá 4 ligová utkání a byl klíčovou postavou týmu, kterému postup do play-off unikl o jediné místo, když za šestou Swansea Nottingham Forest zaostal o jedinou vstřelenou branku. Cash byl 12. srpna 2020 vyhlášen nejlepším hráčem klubu podle fanoušků.

### Aston Villa
Dne 3. září 2020 přestoupil Cash do prvoligové Aston Villy za částku okolo 16 miliónů euro. V klubu podepsal pětiletý kontrakt. Cash debutoval v anglické nejvyšší soutěži 21. září 2020 při domácím vítězství 1:0 nad Sheffieldem United v druhém kole sezóny. Hned po svém přestupu se stal pravidelným členem základní sestavy a v sezóně odehrál 28 utkání, všechny na pozici pravého obránce. V zápase 32. kola proti Manchesteru City byl Cash vyloučen po obdržení dvou žlutých karet v rozmezí 3 minut.
Dne 18. září 2021 vstřelil Cash svůj první gól v dresu Aston Villy, a to při ligovém vítězství 3:0 nad Evertonem.

## Reprezentační kariéra
Cash je polského původu prostřednictvím své matky, která je poloviční Polka. V září 2021 požádal Cash o polský pas. Cashova žádost o občanství byla podepsána 26. října 2021 ve vládní budově Mazovského vojvodství ve Varšavě.

## Statistiky

### Klubové
K 31. říjnu 2021
| Klub                         | Sezóna  | Liga           | Liga   | Liga | FA Cup | FA Cup | EFL Cup | EFL Cup | Celkem | Celkem |
| Klub                         | Sezóna  | Liga           | Zápasy | Góly | Zápasy | Góly   | Zápasy  | Góly    | Zápasy | Góly   |
| ---------------------------- | ------- | -------------- | ------ | ---- | ------ | ------ | ------- | ------- | ------ | ------ |
| Nottingham Forest            | 2015/16 | Championship   | 0      | 0    | 0      | 0      | 0       | 0       | 0      | 0      |
| Nottingham Forest            | 2016/17 | Championship   | 28     | 0    | 1      | 0      | 1       | 0       | 30     | 0      |
| Nottingham Forest            | 2017/18 | Championship   | 23     | 2    | 2      | 0      | 0       | 0       | 25     | 2      |
| Nottingham Forest            | 2018/19 | Championship   | 36     | 6    | 1      | 0      | 4       | 2       | 41     | 8      |
| Nottingham Forest            | 2019/20 | Championship   | 42     | 3    | 0      | 0      | 3       | 0       | 45     | 3      |
| Nottingham Forest            | Celkem  | Celkem         | 129    | 11   | 4      | 0      | 8       | 2       | 141    | 13     |
| Dagenham & Redbridge (host.) | 2015/16 | League Two     | 12     | 3    | 0      | 0      | 0       | 0       | 12     | 3      |
| Aston Villa                  | 2020/21 | Premier League | 28     | 0    | 0      | 0      | 0       | 0       | 28     | 0      |
| Aston Villa                  | 2021/22 | Premier League | 10     | 1    | 0      | 0      | 1       | 0       | 11     | 1      |
| Aston Villa                  | Celkem  | Celkem         | 38     | 1    | 0      | 0      | 0       | 0       | 39     | 1      |
| Celkem                       | Celkem  | Celkem         | 179    | 15   | 4      | 0      | 9       | 2       | 192    | 17     |

## Ocenění

### Individuální
- Hráč sezóny Nottinghamu Forest podle fanoušků: 2019/20[32]